# Condado de Paternò
El condado de Paternò era una antiguo feudo de Sicilia que existió entre finales del s. XI y finales del siglo XIV.

## Historia

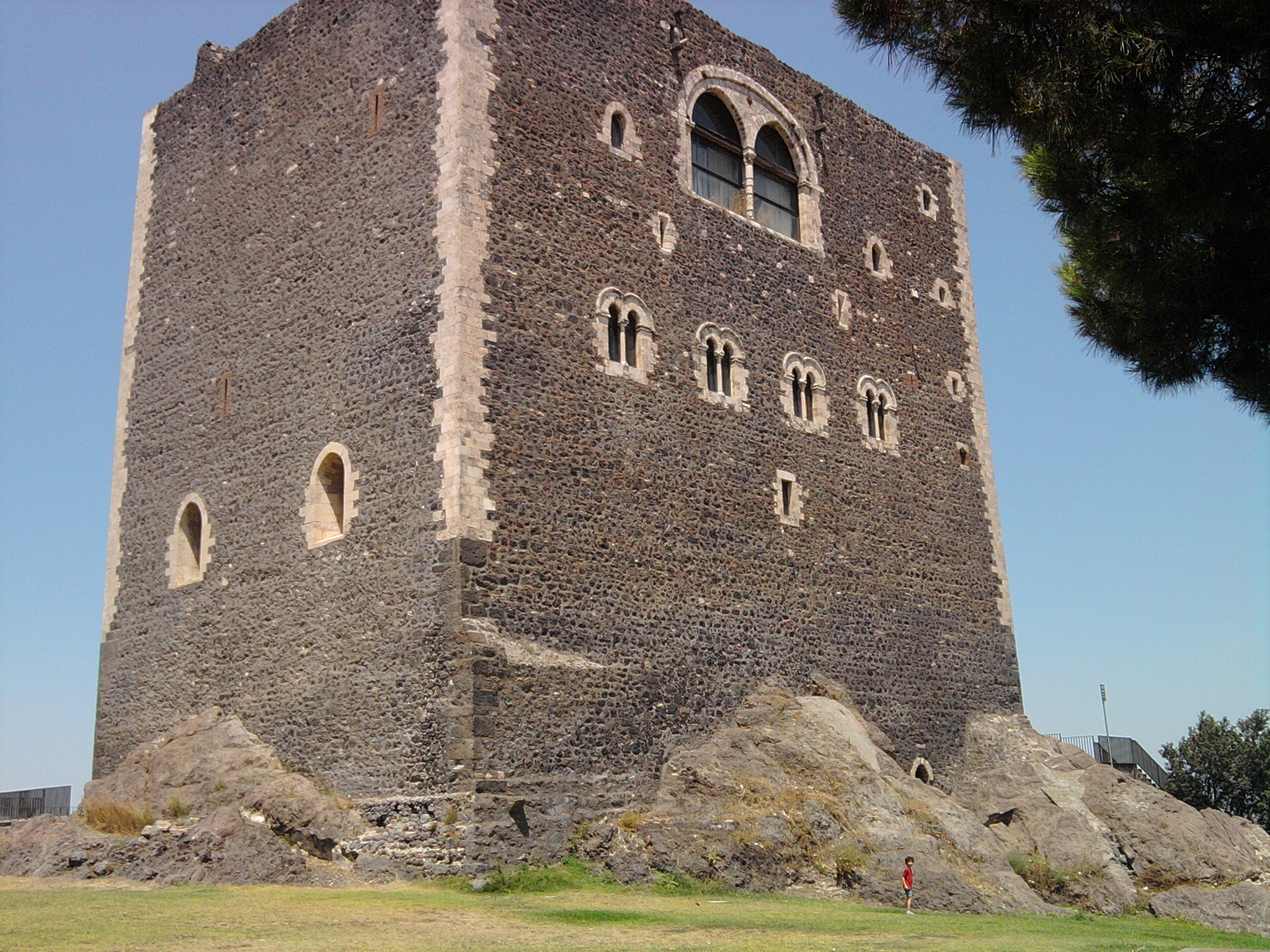
Castillo normando en Paternò

La conquista de Paternò por parte de los normandos se produjo alrededor de 1061, tras la captura de Mesina por el futuro conde Roger I de Sicilia.
En 1072 la ciudad fue elevada a condado por iniciativa del mismo Roger quién le da el nuevo feudo a su yerno Hugo de Jersey, que se convierte en primer conde de Paternò. Ese mismo año se construye un castillo normando y se fortifica la ciudad para evitar un posible ataque musulmán.
En 1091 el conde Roger crea la diócesis de Catania, con sede en Paternò y construye iglesias cristianas en esta ciudad.
Con Enrique del Vasto como conde la ciudad experimenta un período de desarrollo civil, planificación urbana, económica y una explosión demográfica, este última debido a la inmigración masiva de colonos del norte, con el fin de promover el aumento de cristianos en la ciudad. Por esta razón, Paternò fue la ciudad menos islamizada de toda Sicilia y su población fue básicamente de católicos y ortodoxos.
De acuerdo a excavaciones arqueológicas recientes, la ciudad estuvo dividida en "barrios étnicos": los bizantinos vivían al final de la parte sur, los lombardos en el suroeste, los judíos en una zona denominada "Piano Belvedere" que correspondía a la zona entre la antigua iglesia de San Francisco y el cementerio, y los pocos musulmanes estaban concentrados en la parte oriental de la ciudad, alrededor de una mezquita.
Su último conde fue el normando Bartolomé de Luci, y después de su muerte en 1200 Paternò pasa a depender primero del condado de Butera, y luego de Bianca Lancia quién según algunos era amante del emperador Federico II de Suabia.
En 1251, el rey Manfredo de Sicilia le otorgó Paternò con título de conde a Galvano Lancia, hermano de Bianca, pero el condado desaparece nuevamente a la muerte de este en 1268.
El condado de Paternò fue restaurado nuevamente por decreto del 16 de abril de 1365 emitida por el rey Federico III de Sicilia y cedido a Artal de Alagón, quién sería regente durante la minoría de María de Sicilia. Tras la muerte de Artal en 1369, el condado pasa a manos de su única hija María de Alagón, que fue condesa hasta 1396 cuando el rey Martín I de Sicilia confisca todos sus bienes y el condado es suprimido definitivamente y su territorio es reintegrado al reino de Sicilia.

## Lista de Condes
| - Hugo de Circea (1072-1075) - Flandina de Altavilla (1075-1092) - Enrique del Vasto (1092-1137) - Simón del Vasto (1137-1143) - Manfredo del Vasto (1143-1193) - Bartolomé de Luci (1193-1201) | - Galvano Lancia (1256-1268) - Artale de Alagón (1365-1389) - María de Alagón (1389-1396) |